# Большое Васильково
Большое Васильково — опустевшая деревня в Кувшиновском районе Тверской области России. Входит в состав Тысяцкого сельского поселения.

## География
Находится в центральной части Тверской области на расстоянии приблизительно 22 км по прямой на север-северо-восток от города Кувшинова, административного центра района на левом берегу реки Поведь.

## История
Была отмечена как Василькова еще на карте 1825 года. В 1859 году здесь (деревня Вышневолоцкого уезда) было учтено 28 дворов. На карте 1938 года отмечена как поселение с 26 дворами. До 2015 года входила в состав Борзынского сельского поселения.

## Население
Численность населения составляла 174 человека (1859 год), 1 (русские 100 %) в 2002 году, 0 в 2010.